# Rekenkundige functie
Een rekenkundige functie is een functie die gedefinieerd is voor positieve natuurlijke getallen, en die als waarden reële getallen aanneemt of in het algemeen complexe getallen. Een rekenkundige functie drukt een zekere eigenschap van de natuurlijke getallen uit.
Rekenkundige functies worden gebruikt bij de studie van de eigenschappen van natuurlijke getallen, maar zijn ook zelf het onderwerp van studie. Ze zijn over het algemeen niet monotoon, maar kunnen een grillig verloop hebben. Men onderzoekt onder meer de spreiding van de functiewaarden en het asymptotische gedrag van de functies als het argument naar oneindig gaat.

## Voorbeelden

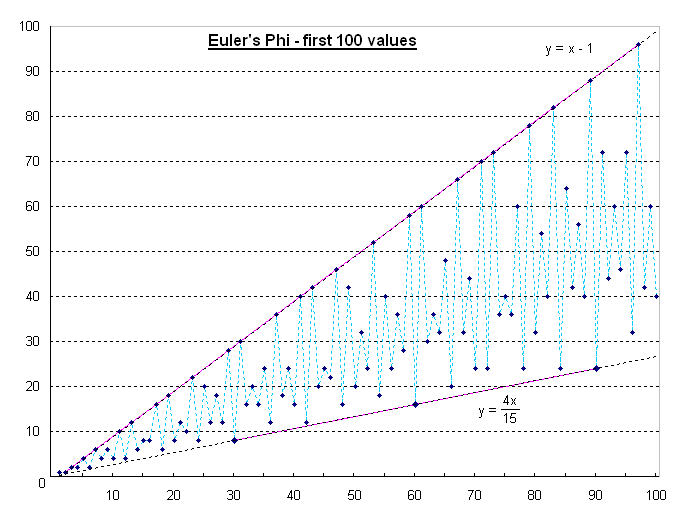
Grafiek van de eerste 100 waarden van de Eulerfunctie

- De eulerfunctie {\displaystyle \varphi (n)}, dit is het aantal positieve natuurlijke getallen kleiner dan of gelijk aan {\displaystyle n} die onderling ondeelbaar zijn met {\displaystyle n};
- {\displaystyle \sigma (n)}, de som van alle positieve delers van {\displaystyle n} met inbegrip van 1 en {\displaystyle n} zelf;
- het aantal delers {\displaystyle \tau (n)} van {\displaystyle n};
- {\displaystyle \pi (n)}, het aantal priemgetallen kleiner dan of gelijk aan {\displaystyle n};
- de som {\displaystyle \vartheta (n)} van de natuurlijke logaritmen van de priemgetallen kleiner dan of gelijk aan {\displaystyle n};
- {\displaystyle \mu }, de Möbius-functie, gerelateerd aan het aantal priemfactoren van kwadraatvrij gehele getallen;
- de Mangoldtfunctie.

## Additieve en multiplicatieve functies
Onder de rekenkundige functies onderscheidt men twee belangrijke klassen, de multiplicatieve rekenkundige functies en de additieve rekenkundige functies.
Voor een multiplicatieve functie is
{\displaystyle f(mn)=f(m)\cdot f(n)},
terwijl voor een additieve functie
{\displaystyle f(mn)=f(m)+f(n)}
wanneer {\displaystyle m} en {\displaystyle n} onderling ondeelbare natuurlijke getallen zijn.
Een voorbeeld van een additieve functie is {\displaystyle \log n}. De Eulerfunctie is een voorbeeld van een multiplicatieve functie.